# 清水行宗
清水 行宗（しみず ゆきむね）は、戦国時代から安土桃山時代にかけての武将。備中国の国人である備中清水氏に生まれ、小早川隆景に仕える。父は清水宗治の兄である清水宗知（月清入道）。子に清水元親。

## 生涯
備中国の国人である清水宗治の兄・清水宗知（月清入道）の嫡男として生まれる。
天正6年（1578年）の播磨国上月城の戦いにおいて、小早川隆景に従って武功を挙げた。同年6月2日、隆景は井上春忠を使者として派遣し、行宗に感状を与えた。
天正10年（1582年）の備中高松城の戦いにおいては、父の月清入道、叔父の清水宗治、難波宗忠らと共に備中高松城に籠城したが、羽柴秀吉の水攻めにより、城兵の助命を条件として開城。6月4日に父・月清入道、清水宗治、難波宗忠、小早川隆景からの援将・末近信賀が切腹した。生き残った行宗に対し、小早川隆景は6月12日に書状を送り、清水宗治、月清入道、行宗らの比類無き覚悟を称賛し、毛利輝元へも申し上げる旨を述べている。以後、行宗は小早川隆景に仕え、清水宗治の妻子らの養育も命じられた。
天正20年（1592年）から始まる文禄の役では、従弟の景治や嫡男の元親と共に小早川隆景に従って朝鮮へ渡り、武功によって隆景から感状を与えられた。
慶長元年（1596年）4月13日に死去し、嫡男の元親が後を継いだ。